# Don’t Let the Sun Go Down on Me
«Don’t Let the Sun Go Down on Me» — песня, написанная английским музыкантом Элтоном Джоном и автором текста Берни Топином. Первоначально она была записана Джоном для его восьмого студийного альбома Caribou и была выпущена в виде ведущего сингла в мае 1974 года, который занял второе место в Billboard Hot 100 и 16-е место в британском чарте синглов.
Версия песни, записанная вживую дуэтом Джона и Джорджа Майкла, достигла первого места в Великобритании в 1991 году и в США в 1992 году. Пара впервые исполнила песню вместе на Live Aid на стадионе Уэмбли в июле 1985 года.

## Версия Элтона Джона
Песня «Don’t Let the Sun Go Down on Me» была написана Элтоном Джоном и Берни Топином в течение десяти дней в январе 1974 года вместе с другими песнями для альбома Джона Caribou. Она была выпущена в качестве первого сингла с альбома в мае 1974 года в Великобритании и 10 июня 1974 года в США.
Припев песни сопровождается аранжировкой для валторны Дела Ньюмана, а бэк-вокал исполняют Карл Уилсон и Брюс Джонстон из группы Beach Boys и Тони Теннилл. Первоначально бэк-вокалистами были Кэт Стивенс, Дэнни Хаттон (вокалист из Three Dog Night), Джерри Бекли (из группы America), Дасти Спрингфилд и Брайан Уилсон, но, по словам Брюса, «все боялись друг друга, и я ни от кого не мог добиться исполнения».

### Награды и номинации

#### Grammy Awards
| Год  | Номинируемая работа               | Категория                               | Результат |
| ---- | --------------------------------- | --------------------------------------- | --------- |
| 1975 | «Don’t Let the Sun Go Down on Me» | Запись года                             | Номинация |
| 1975 | «Don’t Let the Sun Go Down on Me» | Лучшее мужское вокальное поп-исполнение | Номинация |

### Еженедельные чарты
| Чарт (1974)                         | Высшая позиция |
| ----------------------------------- | -------------- |
| Австралия (KMR)                     | 13             |
| Великобритания (OCC UK Singles)     | 16             |
| Ирландия (IRMA)                     | 17             |
| Канада (Billboard Canadian Hot 100) | 1              |
| Нидерланды (Single Top 100)         | 30             |
| США (Billboard Hot 100)             | 2              |
| США (Billboard Adult Contemporary)  | 3              |

### Годовой итоговый чарт
| Чарт (1974)                     | Ранг |
| ------------------------------- | ---- |
| Австралия                       | 114  |
| Канада                          | 22   |
| США (Billboard Top Pop Singles) | 78   |

### Сертификации
| Регион                                                      | Сертификация | Продажи    |
| ----------------------------------------------------------- | ------------ | ---------- |
| США (RIAA)                                                  | Золотой      | 1 000 000^ |
| ^ Данные о тиражах приведены только на основе сертификации. |              |            |

## Дуэтное исполнение Джорджа Майкла и Элтона Джона
«Don’t Let the Sun Go Down on Me» — песня британских певцов Джорджа Майкла (бывшего участника поп-дуэта Wham!) и Элтона Джона, выпущенная в 1991 году рекорд-компанией Arista с альбома Duets. Сингл стал 10-м и последним хитом № 1 в Billboard Hot 100 в карьере Джорджа Майкла. «Don’t Let the Sun Go Down on Me» стала самой успешной кавер-версией старой песни Элтона Джона с его альбома Caribou 1974 года и получила в 1993 году номинацию на премию «Грэмми» в категории «Лучшее вокальное поп-исполнение дуэтом или группой».

## Список композиций
- February 1991 UK 7" vinyl single/cassette

1. «Don’t Let the Sun Go Down on Me»
2. «Song for Guy»

- February 1991 UK 12" vinyl/CD single

1. «Don’t Let the Sun Go Down on Me»
2. «Song for Guy»
3. «Sorry Seems to Be the Hardest Word»

- November 1991 US/UK 7" vinyl/cassette single

1. (John & George Michael) «Don’t Let the Sun Go Down on Me»
2. (Michael) «I Believe (When I Fall in Love It Will Be Forever)»

- November 1991 US/UK 12 vinyl single

1. (John & George Michael) «Don’t Let the Sun Go Down on Me»
2. (Michael) «I Believe (When I Fall in Love It Will Be Forever)»
3. (Michael) «Last Christmas»

- November 1991 US/UK compact disc single

1. (John & George Michael) «Don’t Let the Sun Go Down on Me»
2. (Michael) «I Believe (When I Fall in Love It Will Be Forever)»
3. (Michael) «If You Were My Woman»
4. (Michael) «Fantasy»

- November 1991 US/UK compact disc single

1. (John & George Michael) «Don’t Let the Sun Go Down on Me»
2. (Michael) «I Believe (When I Fall in Love It Will Be Forever)»
3. (Michael) «Freedom (Back to Reality Mix)»
4. (Michael) «If You Were My Woman»

## Чарты и сертификации (версия 1991)
| Чарт (1992)                         | Верхняя позиция |
| ----------------------------------- | --------------- |
| Австралия (ARIA)                    | 3               |
| Австрия (Ö3 Austria Top 40)         | 2               |
| Канада (Billboard Canadian Hot 100) | 1               |
| Франция (SNEP)                      | 1               |
| Германия (GfK)                      | 4               |
| Ирландия (IRMA)                     | 2               |
| Италия (FIMI)                       | 1               |
| Нидерланды (Single Top 100)         | 1               |
| Новая Зеландия (Recorded Music NZ)  | 4               |
| Норвегия (VG-lista)                 | 1               |
| Швеция (Sverigetopplistan)          | 2               |
| Швейцария (Schweizer Hitparade)     | 1               |
| Великобритания (OCC UK Singles)     | 1               |
| США (Billboard Hot 100)             | 1               |
| США (Billboard Adult Contemporary)  | 1               |

| Регион                                                      | Сертификация | Продажи  |
| ----------------------------------------------------------- | ------------ | -------- |
| Франция (SNEP)                                              | Серебряный   | 125 000* |
| Великобритания (BPI)                                        | Серебряный   | 200 000^ |
| США (RIAA)                                                  | Золотой      | 500 000^ |
| ^ Данные о тиражах приведены только на основе сертификации. |              |          |